# Centrul de Studii Transilvane
Centrul de Studii Transilvane a fost înființat în anul 1991, în cadrul Fundației Culturale Române, cu scopul de a realiza studii și cercetări privind trecutul, prezentul și viitorul Transilvaniei. Ca urmare a reorganizării Fundației Culturale Române, Centrul și-a desfășurat în continuare activitatea în cadrul Institutului Cultural Român.
În 1991 a apărut la Cluj Revue de Transylvanie editată de Fundația Culturală Română, Centrul de Studii Transilvane. Director fondator: Silviu Dragomir.
Întrucât activitatea Centrului de Studii Transilvane se înscrie, într-o mare măsură, în sfera de activitate a Academiei Române, iar planul de cercetare al Centrului necesită supervizare de natură academică, prin Hotărâre de Guvern, din martie 2007 Centrul de Studii Transilvane a fost transferat de la Institutul Cultural Român către Academia Română.